# 麗美洲鱥
麗美洲鱥（學名：Notropis calabazas），為輻鰭魚綱鯉形目雅羅魚科的其中一種，被IUCN列為極危保育類動物，分布於北美洲墨西哥中部Panuco河流域，體長可達2.7公分，生活習性不明。